# Heerlijkheid Weiler
De heerlijkheid Weiler (Frans: Villé) was een heerlijkheid in de Elzas, rond de stad Villé of Weiler.
Oorspronkelijk was de naam van de heerlijkheid Ortenberg, later Albertsdal en uiteindelijk Weiler. De heerlijkheid was in bezit van de graven van Hohenberg. Ten gevolge van het huwelijk van Gertrude van Hohenberg met Rudolf van Habsburg ging de heerlijkheid onder Albrecht I deel uitmaken van Voor-Oostenrijk. De hertogen Frederik IV en Leopold van Oostenrijk verkochten de helft van de heerlijkheid aan Hendrik van Mullenheim. Een kleinzoon van Rudolf I, hertog Rudolf IV noemde zich heer van Ortenberg. 
Later kwam de heerlijkheid als pand of leen van Oostenrijk aan Nicolaas van Bollwiller, die in 1628 werden beërfd door het huis Fugger. Tijdens de Dertigjarige Oorlog werd de Elzas door Frankrijk bezet. Koning Lodewijk XIV verleende de heerlijkheid aan de heer Zurlauben.
Door de Vrede van Münster van 1648 maakte de heerlijkheid niet langer deel uit van het Heilige Roomse Rijk en Voor-Oostenrijk, maar werd een deel van Frankrijk.
Er volgden lange processen met het huis Fugger en pas in 1720 werden de rechten van Fugger afgekocht. De heerlijkheid werd in 1687 verheven tot baronie en in 1692 tot graafschap. Zurlauben werd later opgevolgd door de hertog van Choiseul.